# Marek Špinka
Marek Špinka (* 19. července 1957) je český etolog věnující se především hře u zvířat, jejich mateřskému a agonistickému chování a komunikaci mezi nimi. Zabývá se také studiem welfare zvířat.

## Studium
V roce 1981 absolvoval magisterský obor zoologie na Přírodovědecké fakultě Univerzity Karlovy (PřF UK). V roce 1991 mu byl udělen titul kandidáta věd (CSc.). Habilitoval na České zemědělské univerzitě v Praze (ČZU) v roce 2008.

## Profesní dráha
Po ukončení studia začal pracovat ve Výzkumném ústavu psychiatrickém (VÚPs, v dnešním Národním ústavu duševního zdraví (NÚDZ)) v pražských Bohnicích, kde pracoval pod vedením psychologa Jaroslava Madlafouska. Poté nastoupil do Fyziologického ústavu Československé akademie věd (FGÚ ČSAV), kde se věnoval etologii laboratorních potkanů. Od roku 1987 se věnuje sociálnímu a mateřskému chování prasat, skotu a dalších zvířat chovaných v zajetí na Výzkumném ústavu živočišné výroby (VÚŽV).
Působí na Fakultě agrobiologie, potravinových a přírodních zdrojů České zemědělské univerzity v Praze (FAPPZ ČZU) na katedře etologie a zájmových chovů, kde se podílí na výuce předmětů srovnávací psychologie zvířat, aplikovaná etologie a welfare zvířat a zaštiťuje odbornou praxi. Je rovněž garantem magisterského studijního programu management zdraví a welfare zvířat. V letech 2020–2022 zpracovával výzkum Analýza kinematického a sociálního aspektu hry u savců na fylogenetické, neuroanatomické, ontogenetické a funkční rovině financovaný Grantovou agenturou České republiky.
Pedagogické činnosti se věnuje také na katedře psychologie Filozofické fakulty Univerzity Karlovy (FF UK), kde vede kurzy evoluční psychologie, srovnávací psychologie a seminář analýzy odborných textů z experimentální, srovnávací a biologické psychologie. Stejně jako na FAPPZ ČZU vede i zde bakalářské, diplomové a disertační práce. Zároveň je členem vědecké rady Fakulty humanitních studií Univerzity Karlovy (FHS UK).
V roce 2019 byl jmenován čestným členem Mezinárodní společnosti pro etologii zvířat (ISAE) s doživotním členstvím. V ISAE působil v letech 2005–2007 na pozici prezidenta.

## Dílo
- Etologie. Mechanismy, ontogeneze, funkce a evoluce chování živočichů, spolu s Janem Havlíčkem, Ivetou Štolhoferovou, Danielem Fryntou a kolektivem, Academia, 2024

Publikoval několik popularizačních článků ve Vesmíru.